# تجارب طبية في إفريقيا
مثّلت البلدان الأفريقية مواقعًا أساسيًا للتجارب السريرية من قبل شركات الأدوية الكبيرة، ما أثار مخاوفا بشأن حقوق الإنسان. وُجّهت دعاوى قضائية للجهات المعنية بسبب إجراء تجارب غير أخلاقية تفتقر إلى الموافقة المستنيرة، وإجراءات طبية قسرية.

## أمثلة تجارب طبية مماثلة موثّقة بتاريخها

### تجارب على أدوية لعلاج التهاب السحايا في نيجيريا في التسعينيات
استخدَم عقار تروفان من قبل شركة فايزر للصناعات الدوائية في تجربة سريرية في كانو في نيجيريا. قارنت التجربة المضاد الحيوي الجديد (تروفان) بأفضل علاج متاح في ذلك الوقت (سيفترياكسون وريدي). توفي 11 طفلاً في التجربة: خمسة بعد تناول تروفان، وستة بعد تناول مضاد حيوي أقدم منه. عانى آخرون من العمى والصمم وتلف الدماغ، من الصعب بمكان تحديد سبب هذه الإصابات، لأنها نتائج شائعة نسبيًا للمرض نفسه. وخلصت لجنة من الخبراء الطبيين في وقت لاحق إلى تورّط شركة فايزر في الحادثة، إذ أُعطي العقّار كجزء من تجربة سريرية غير قانونية دون إذن من الحكومة النيجيرية أو موافقة من ذوي الأطفال. رُفعَت دعوى قضائية من الحكومة النيجيرية على الشركة بشأن الموافقة المستنيرة. ردّت شركة فايزر بأنها استوفت جميع الشروط اللازمة. حصل الدواء على الموافقة للاستخدام العام في الولايات المتحدة، ليُسحَب في النهاية بسبب إحداثه سمية كبدية.

### تجارب أدوية فيروس نقص المناعة البشرية أو الإيدز في زمبابوي في التسعينيات
لم تحظَ تجارب عقّار أزيدوتيميدن التي أجريت على مرضى إفريقيين مصابين بفيروس نقص المناعة البشرية من قبل أطباء من الولايات المتحدة وجامعة زيمبابوي بموافقة مستنيرة مناسبة. بدأت الولايات المتحدة في اختبار الأزيدوتيميدين في إفريقيا عام 1994، من خلال مشاريع تموّلها مراكز السيطرة على الأمراض، ومنظمة الصحة العالمية، والمعاهد الوطنية للصحة. أجريت التجارب على أكثر من 17.000 امرأة بحثًا عن دواء يمنع انتقال فيروس نقص المناعة البشري من الأم إلى الطفل. لم يفهم الأشخاص الذين أُجريت عليهم التجارب تمامًا طرق الاختبار، أو الفعالية، أو المخاطر المحتملة، أو طبيعة الدواء الوهمي. تلقت نصف هؤلاء النساء علاجًا وهميًا ليس له أي تأثير، ما يجعل انتقال العدوى محتملًا. وبالنتيجة أُصيب ما يقدّر بنحو 1000 طفل بفيروس نقص المناعة البشري على الرغم من وجود نظام مثبت لإنقاذ حياتهم. أنهى مركز السيطرة على الأمراض جولة التجارب القصيرة هذه في عام  1998بعد أن أعلن توفّر معلومات كافية من تجارب أُجريت في تايلاند. 

### إعادة تحديد الجنس القسري في جنوب أفريقيا في السبعينيات والثمانينيات
في مشروع برئاسة الدكتور أوبري ليفين خلال السبعينيات إلى الثمانينيات، أجبرَت قوات الدفاع الجنوب أفريقية أفراد الجيش المثليين والمثليات على الخضوع لعمليات «تغيير جنس قسرية»، ما شكّل جزءًا من برنامج سري للقضاء على المثلية الجنسية في الجيش. تضمّنت التجارب الإكراه النفسي، والإخصاء الكيميائي، والصدمات الكهربائية، والعديد من التجارب الطبية غير الأخلاقية. أُجري ما يقدّر بـ 900 عملية إعادة تحديد جنس قسرية بين عامي  1971و 1989في المستشفيات العسكرية. معظم الضحايا كانوا من الذكور البيض الذين تتراوح أعمارهم بين 16و 24عامًا، الذين جُنّدوا في الجيش خلال حرب الحدود في جنوب إفريقيا. خضعت العديد من النساء للتجربة أيضًا. 

### منع الحمل القسري في روديسيا(زيمبابوي حاليًا) في السبعينيات
اختبر عقار ديبو بروفيرا سريريًا على نساء روديسيا السود (الآن زمبابوي) في السبعينيات. استخدَم الدواء لتحديد النسل بمجرد حصوله على الموافقة. أُجبرَت النساء في المزارع التجارية التي يديرها البيض على قبول تناول الديبو بروفيرا. حُظِر الدواء في عام 1981 في زيمبابوي.